# Harri Larjosto
Harri Juhani Larjosto, född 20 december 1952 i Åbo, är en finländsk foto- och mediakonstnär. 
Larjosto tog klasslärarexamen (bildande konster och biologi) vid Åbo universitet 1976. Som konstnär är han självlärd och debuterade 1978. I sitt mångsidiga konstnärliga skapande, såsom i sina performanser på 1980-talet och installationer, har han omprövat gränserna för olika konstformer; sedan slutet av 1980-talet har han koncentrerat sig på foto- och videokonst. Han uttrycker i sin konst förändringarnas energi och möjligheter. Hans fotografier är föreställande, symbolistiska och teatraliska. Han var lektor vid Bildkonstakademin 2002–2005. Han var en av grundarna av den avantgardistiska Ö-gruppen, som var verksam 1979–1986, och medlem av Suomen Aino-gruppen. 
Trots att Larjasto är en poetisk drömmare och en absurd humorist kan man alltid finna en filosofi eller ett ekologiskt och politiskt budskap i hans verk. Människan har alltid stått i förgrunden i hans konst, liksom människans relation till naturen, naturen i människan-människan i naturen. Han har haft ett betydande antal utställningar och framträdanden. Utställningen Minnets spår 1–2 år 1994 följdes 1996 av Minnets spår 3, som baserade sig på hans egen personhistoria och syn på begreppet arbete och biologi. På en videoretrospektiv föreställning 1996 visades fyra av hans videor: Transitions (1988), Omena (1990), Lanka (1993/1996) och O-zone (1996). Han tilldelades Finlandspriset 2006.